# تشنغ تشين لونغ
تشنغ تشين لونغ (بالصينية: 鄭展龍) هو لاعب كرة قدم صيني في مركز الوسط، ولد في 8 يناير 1998 في هونغ كونغ في الصين. لعب مع نادي كيتشي.

## وصلات خارجية
- تشنغ تشين لونغ على موقع قاعدة بيانات كرة القدم.إي يو (الإنجليزية)
- تشنغ تشين لونغ على موقع Soccerway.com (الإنجليزية)